# Jesionowo (Dobre Miasto)
Jesionowo (deutsch Eschenau) ist ein Dorf in der polnischen Woiwodschaft Ermland-Masuren. Es gehört zur Stadt-und-Land-Gemeinde Dobre Miasto (Guttstadt) im Powiat Olsztyński (Kreis Allenstein).

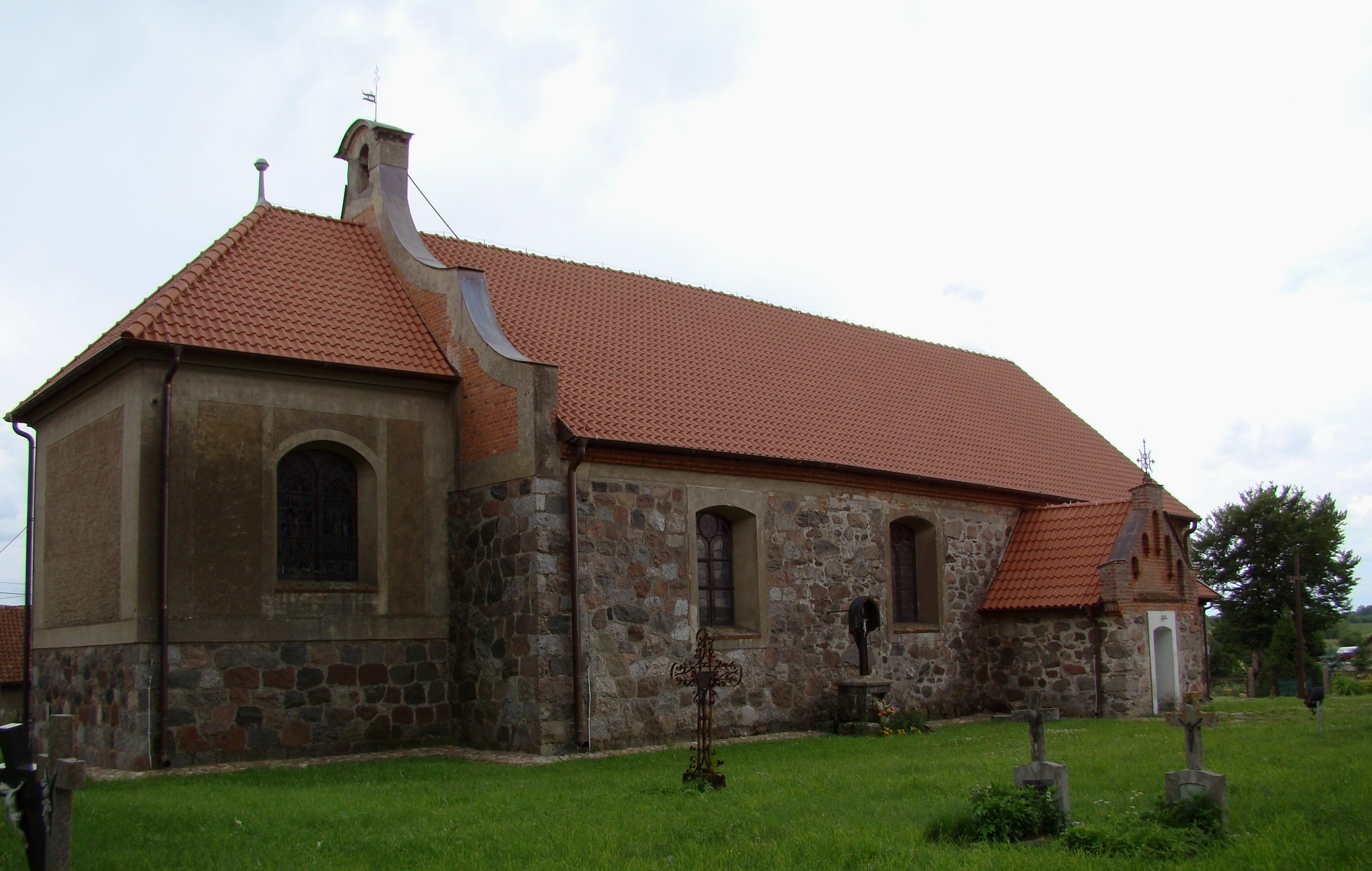
St.-Martins-Kirche in Jesionowo

## Geographische Lage
Jesionowo liegt im nördlichen Westen der Woiwodschaft Ermland-Masuren, 21 Kilometer südlich der früheren Kreisstadt Heilsberg (polnisch Lidzbark Warmiński) bzw. 18 Kilometer nördlich der heutigen Kreismetropole und auch Woiwodschaftshauptstadt Olsztyn (deutsch Allenstein).

## Geschichte
Das noch bis nach 1820 Eschnau genannte Kirchdorf wurde 1366 erstmals urkundlich erwähnt. Im Jahre 1874 wurde das Dorf als eine Landgemeinde in den neu errichteten Amtsbezirk Noßberg (polnisch Orzechowo) eingegliedert, der bis 1945 bestand und zum Kreis Heilsberg im ostpreußischen Regierungsbezirk Königsberg gehörte.
430 Einwohner waren im Jahre 1910 in Eschenau gemeldet. Ihre Zahl belief sich 1933 ebenso auf 430 und 1939 auf 406.
Im Jahre 1945 wurde in Kriegsfolge das gesamte südliche Ostpreußen an Polen abgetreten. Eschenau erhielt die polnische Namensform „Jesionowo“ und ist heute eine Ortschaft innerhalb der Gmina Dobre Miasto (Stadt-und-Land-Gemeinde Guttstadt) im Powiat Olsztyński (Kreis Allenstein), von 1975 bis 1998 der Woiwodschaft Olsztyn, seither der Woiwodschaft Ermland-Masuren zugehörig. Im Jahre 2021 zählte Jesionowo 380 Einwohner.

## Religion

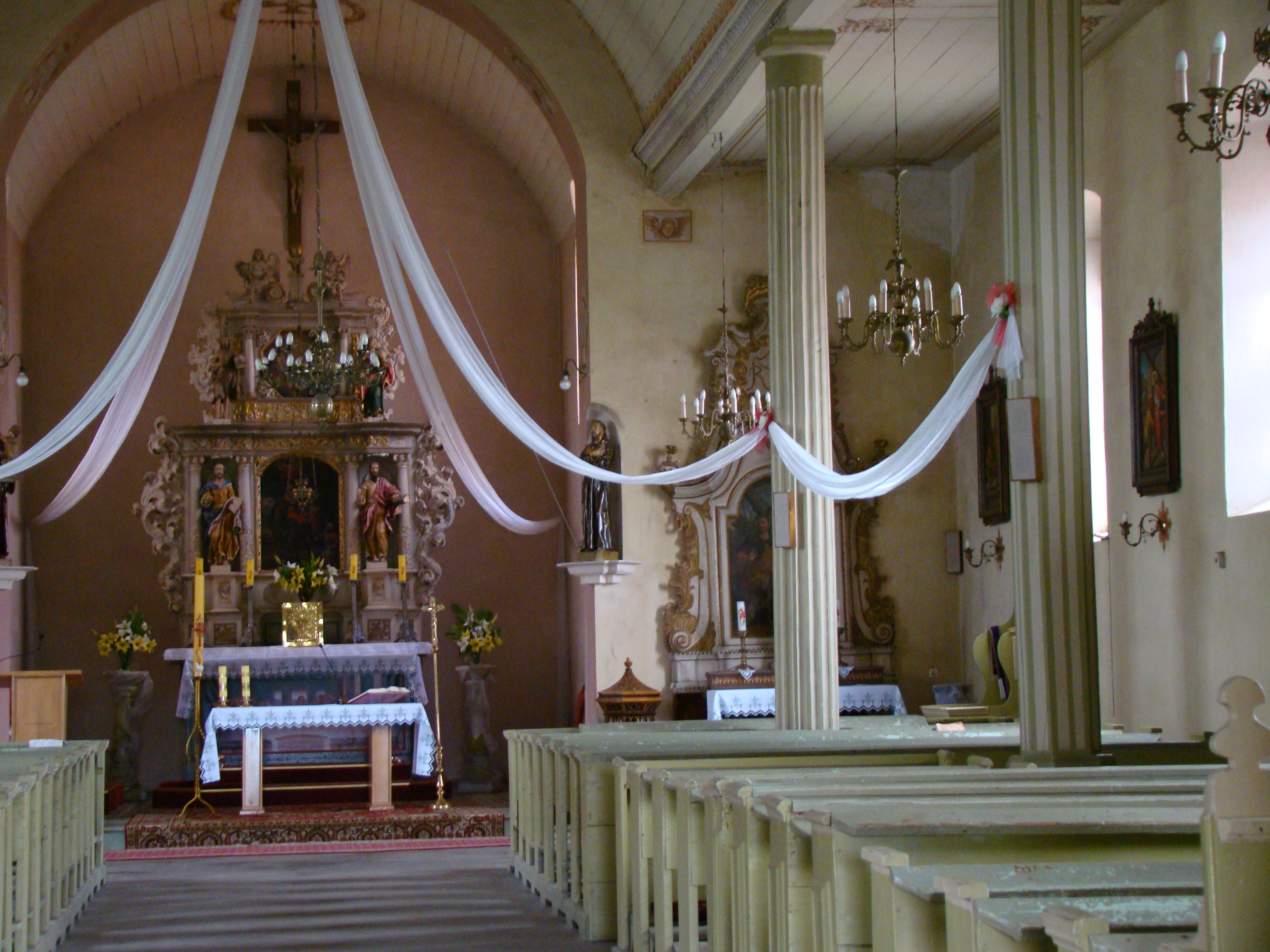
Altarblick der Kirche

Eine erste Kirche bestand in Eschenau resp. Jesionowo bereits im 14. Jahrhundert. Sie wurde im 15. Jahrhundert zerstört und durch ein 1581 von Bischof Martin Cromer geweihtes neues Gotteshaus ersetzt. Der Hauptaltar stammt von 1684.
Die St.-Martins-Kirche in Jesionowo ist heute eine Filialkirche der römisch-katholischen Pfarrkirche in Frączki (Fleming) im Dekanat Dobre Miasto innerhalb des Erzbistums Ermland.
Eschenau war bis 1945 außerdem ein Kirchspielort der damaligen evangelischen Kirche Guttstadt in der Kirchenprovinz Ostpreußen der Kirche der Altpreußischen Union. Heute ist Jesionowo in die Diözese Masuren der Evangelisch-Augsburgischen Kirche in Polen eingepfarrt.

## Verkehr
Jesionowo liegt an einer Nebenstraße, die südlich der Stadt Dobre Miasto (Guttstadt) von der Landesstraße 51 abzweigt und über Podleśna (KliNgerswale) und Tuławki (Tollack) nach Barczewko (Alt Wartenburg) führt. 
Eine Bahnanbindung besteht nicht.